# Episodi di Suits (ottava stagione)
L'ottava stagione della serie televisiva Suits è stata ordinata il 30 gennaio 2018 ed è stata trasmessa per la prima volta negli Stati Uniti dal 18 luglio 2018 al 27 febbraio 2019.
| nº | Titolo originale             | Titolo italiano                 | Prima TV USA      | Prima TV in italiano |
| -- | ---------------------------- | ------------------------------- | ----------------- | -------------------- |
| 1  | Right-Hand Man               | Il braccio destro               | 18 luglio 2018    | 10 gennaio 2019      |
| 2  | Pecking Order                | Gerarchie                       | 25 luglio 2018    | 17 gennaio 2019      |
| 3  | Promises, Promises           | Promesse, promesse              | 1º agosto 2018    | 24 gennaio 2019      |
| 4  | Revenue Per Square Foot      | Fatturato al metro quadro       | 8 agosto 2018     | 31 gennaio 2019      |
| 5  | Good Mudding                 | Buon fango                      | 15 agosto 2018    | 7 febbraio 2019      |
| 6  | Cats, Ballet, Harvey Specter | Gatti, balletto, Harvey Specter | 22 agosto 2018    | 14 febbraio 2019     |
| 7  | Sour Grapes                  | Uva Aspra                       | 29 agosto 2018    | 21 febbraio 2019     |
| 8  | Coral Gables                 | Coral Gables                    | 5 settembre 2018  | 28 febbraio 2019     |
| 9  | Motion to Delay              | Richiesta di rinvio             | 12 settembre 2018 | 7 marzo 2019         |
| 10 | Managing Partner             | Socio dirigente                 | 19 settembre 2018 | 14 marzo 2019        |
| 11 | Rocky 8                      | Rocky 8                         | 23 gennaio 2019   | 21 giugno 2019       |
| 12 | Whale Hunt                   | Caccia alla balena              | 30 gennaio 2019   | 28 giugno 2019       |
| 13 | The Greater Good             | Il bene più grande              | 6 febbraio 2019   | 5 luglio 2019        |
| 14 | Peas in a Pod                | Della stessa pasta              | 13 febbraio 2019  | 12 luglio 2019       |
| 15 | Stalking Horse               | Specchietto per le allodole     | 20 febbraio 2019  | 19 luglio 2019       |
| 16 | Harvey                       | Harvey                          | 27 febbraio 2019  | 19 luglio 2019       |